# كريستوفر سمول
كريستوفر سمول (بالإنجليزية: Christopher Small)‏ هو موسيقي وملحن وكاتب نيوزلندي، ولد في 17 مارس 1927 في بالميرستون نورث في نيوزيلندا، وتوفي في 7 سبتمبر 2011 في سيدجيس في إسبانيا.

## وصلات خارجية
- كريستوفر سمول على موقع ميوزك برينز (الإنجليزية)
- كريستوفر سمول على موقع ديسكوغز (الإنجليزية)